# Réparation par excision de nucléotides

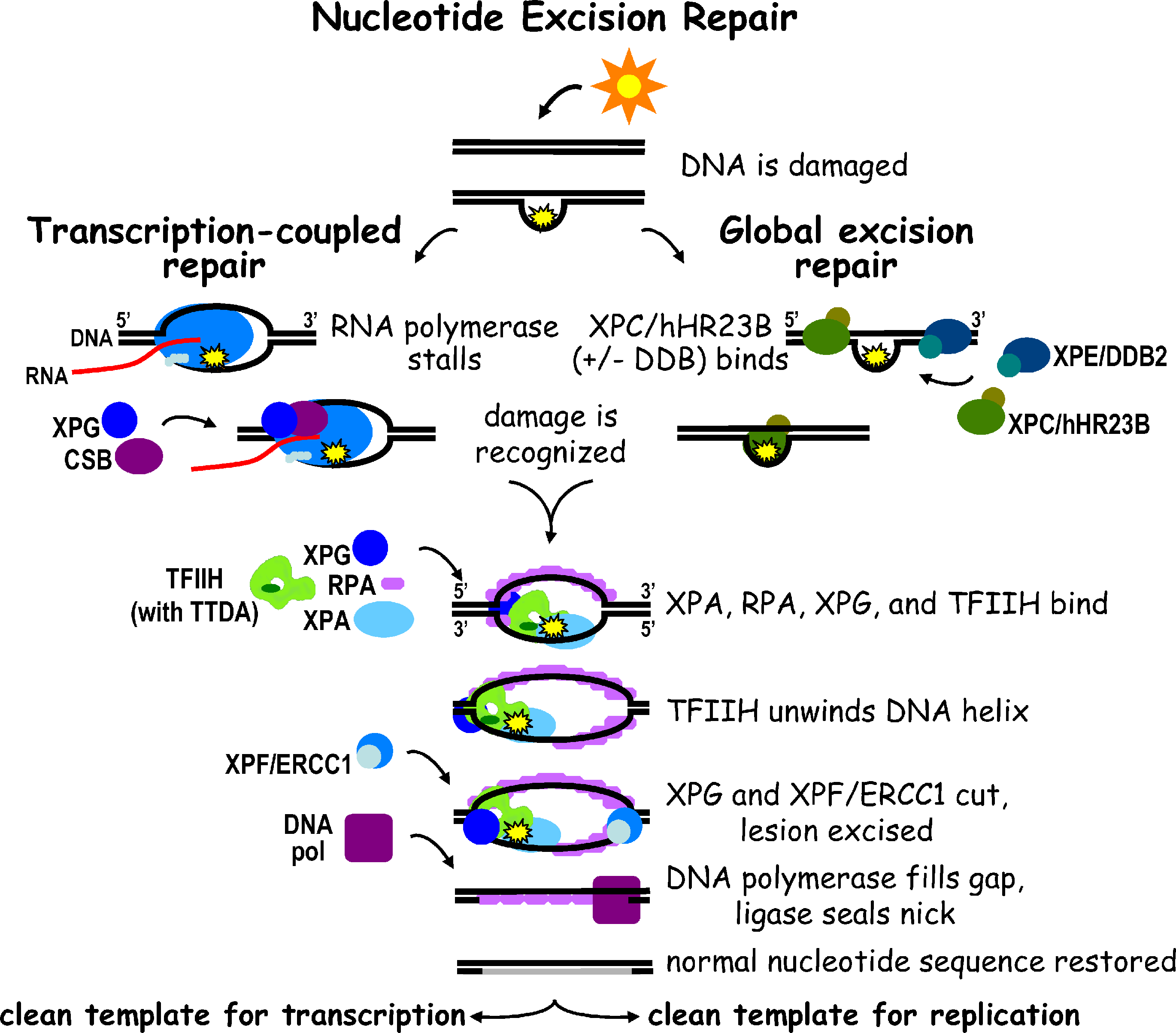
Schéma de réparation d’excision par nucléotides

La réparation par excision de nucléotides ou NER (pour nucleotide excision repair) est un des systèmes naturels permettant - dans une certaine mesure - la réparation de l'ADN dégradé (par exemple par une exposition aux ultraviolets ou à la radioactivité). 
Il permet de corriger principalement les lésions étendues ou qui déforment de manière importante l'ADN, comme les pontages avec des molécules exogènes. Il freine le vieillissement de l'organisme, limite les mutations délétères et le risque d'apparition de tumeurs et cancer.

## Fonctionnement
Ce mécanisme de réparation passe par l'excision sur le brin endommagé d'un segment de plusieurs nucléotides encadrant la lésion. Il nécessite l'intervention d'un ensemble de facteurs protéiques : des facteurs de reconnaissance qui se lient initialement à la région endommagée, des hélicases pour ouvrir le duplexe d'ADN de part et d'autre, des endonucléases simple-brin pour couper en 5' et en 3' de la lésion. Après excision, une ADN polymérase synthétise à nouveau le brin enlevé en utilisant le brin intact comme matrice. La réaction est terminée par l'action d'une ADN ligase qui suture le squelette phosphodiester de l'ADN.
La réparation par excision de nucléotides est un mécanisme présent dans toutes les cellules vivantes. Chez les bactéries, elle est prise en charge par le complexe UvrABC. Chez l'homme, ce sont les protéines de la famille XP, associées au facteur de transcription TFIIH qui assurent cette fonction. Cette dénomination, XP, est l'acronyme de Xeroderma pigmentosum, une affection génétique sévère dont souffrent les patients déficients dans cette voie de réparation de l'ADN.

## Deux types de système NER
On distingue deux types de mécanismes de réparation par excision de nucléotides: 
- le mécanisme réparant les lésions sur l'ensemble du génome, appelée GG-NER (pour Global genome NER, en anglais),
- celui réparant les lésions bloquant la transcription (présentes uniquement sur les portions d'ADN transcrites), appelé TC-NER (pour Transcription coupled NER en anglais)[1].

## Lien avec la transcription
Le  facteur TFIIH est à la fois impliqué dans le démarrage de la transcription des ARN messagers et dans ce système de réparation de l'ADN. 
On a récemment montré que le NER a aussi d'autres fonctions, dont la régulation de la transcription des gènes en ARN, qui serait peut-être sa première fonction. Sans le système NER, la transcription est très perturbée.

## Maladies induites par la défaillance (génétique) de ce système
- « maladie des enfants de la lune » ou Xeroderma pigmentosum
- syndrome de Cockayne
- troubles neurologiques (chez plus d'1/3 des patients touchés)
- troubles du développement (chez plus d'1/3 des patients touchés).
- trichothio dystrophie